# Thorectes hernandezi
Thorectes hernandezi is een keversoort uit de familie mesttorren (Geotrupidae). De wetenschappelijke naam van de soort werd in 1988 gepubliceerd door Lopez-Colon.